# Vollenhovia opacinoda
Vollenhovia opacinoda är en myrart som beskrevs av Auguste-Henri Forel 1913. Vollenhovia opacinoda ingår i släktet Vollenhovia och familjen myror. Inga underarter finns listade i Catalogue of Life.